# Ravinia
Ravinia és una població dels Estats Units a l'estat de Dakota del Sud. Segons el cens del 2000 tenia 79 habitants.

## Demografia
Segons el cens del 2000, Ravinia tenia 79 habitants, 26 habitatges, i 17 famílies. La densitat de població era de 122 habitants per km².
Dels 26 habitatges en un 30,8% hi vivien nens de menys de 18 anys, en un 42,3% hi vivien parelles casades, en un 15,4% dones solteres, i en un 34,6% no eren unitats familiars. En el 34,6% dels habitatges hi vivien persones soles el 15,4% de les quals corresponia a persones de 65 anys o més que vivien soles. El nombre mitjà de persones vivint en cada habitatge era de 3,04 i el nombre mitjà de persones que vivien en cada família era de 3,76.
Per edats la població es repartia de la següent manera: un 35,4% tenia menys de 18 anys, un 15,2% entre 18 i 24, un 12,7% entre 25 i 44, un 29,1% de 45 a 60 i un 7,6% 65 anys o més.
L'edat mediana era de 24 anys. Per cada 100 dones de 18 o més anys hi havia 142,9 homes.
La renda mediana per habitatge era de 27.000 $ i la renda mediana per família de 27.000 $. Els homes tenien una renda mediana de 25.417 $ mentre que les dones 17.083 $. La renda per capita de la població era de 10.310 $. Entorn del 16,7% de les famílies i el 24,7% de la població estaven per davall del llindar de pobresa.

## Poblacions més properes
El següent diagrama mostra les poblacions més properes.